# 2018年福建泉港碳九泄漏事件

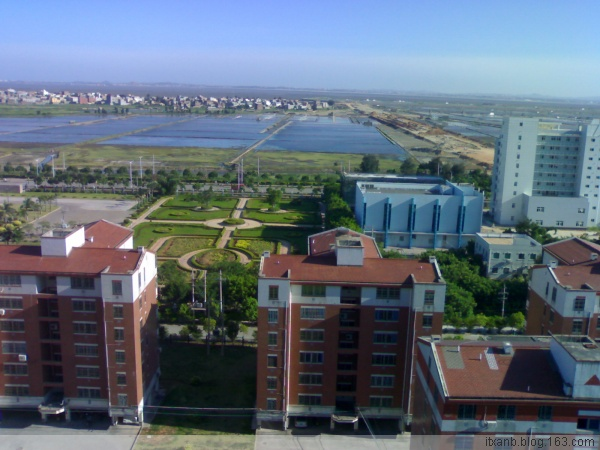
泉港城区

2018年福建泉港碳九泄漏事件，是指2018年11月4日，位于中國福建省泉州市泉港区的东港石油化工公司爆发的废弃物泄漏事件。11月8日作了通报，东港石化估算泄漏量为6.97吨。
11月25日下午，泉州市政府再召开后续新闻发布会，调查组认定，泉港裂解碳九泄漏事故报告中，涉事企业刻意串通隐瞒事实，存在违规作业，实际泄漏量69.1吨。
11日27日下午，据福建检察官方微博消息，福建省泉州市泉港区人民检察院经审查，依法决定以涉嫌重大责任事故罪对东港石化公司员工陈某山、刘某山、徐某清，以及“天桐1号”化工船作业人员林某定、叶某彪批准逮捕；以涉嫌谎报安全事故罪对东港石化公司法定代表人黄某仁、常务副总经理陈某芳批准逮捕。

## 泄漏经过
2018年11月3日，油轮天桐1靠泊东港石化公司码头，东港石油化工公司并于晚间开始工业用裂解碳九的装船作业；4日凌晨，在装卸作业过程中，输油管出现跳管现象；凌晨1时13分，作业人员发现化学品泄漏。23分泄漏停止，凌晨2时开始了污染物回收作业，并于4时30分基本结束围油栏内清污作业，但污染物已经扩散至肖厝海域（属泉港区南埔镇），且空气出现刺鼻性气味。
事件初期的报道中，形容泄漏原因为“软管垫片老化破损，导致管道中的碳九泄漏”。经泉港区环保局发布情况通报，该事故造成6.97吨碳九泄漏。由于碳九泄漏有重大的刺鼻性与伤害性，当夜凌晨两点民众被气体呛醒，出现身体不适、呕吐以及头晕目眩。部分渔民抢救渔排后被送往医院，有渔民晕倒落水后送进重症监护室，报告显示“考虑患有双肺炎症”。此外碳九流入肖厝海域，致使肖厝网箱养殖鱼排的泡沫浮球全部被腐蚀，鱼类大量死亡。
同日晚间，福建省生态环境厅发布了事件通报。
据当地居民称，5日当地电视台发布消息，称“空气指标正常，海水符合养殖水质要求”。同日，新京报采访泉港区农林水局局长庄学根，指还未得到水产检测报告；已先通知暂缓捕捞、销售、食用水产品。8日，人民日报记者到达泉港泄漏现场，称“感到喉咙难受、胸闷”，并发布视频；同日抵赴泄漏波及海域的中国之声记者，则形容为“轻微的气味”。

## 反应
泉州市农林水局通知暂缓捕捞、销售、食用水产品。
8日深夜，泉州市人民政府新闻办公室通报本次事件与相关处置情况，定性为“一起安全生产责任事故引发的环境污染事件”；人民网于9日凌晨转发公示。
9日晚，泉州市人民政府再次对泉港区福建东港石油化工实业有限公司化学品泄漏事件最新进展及处置情况进行通报。通报表示，公安机关已经对事件发生时涉事4名企业人员进行依法调查取证。11月14日，福建省泉州市泉港区人民政府新闻办公室发布处置进展情况续报，警方以涉嫌“重大责任事故罪”刑事拘留3名东港石化公司人员、4名“天桐1号”油轮人员。
2019年6月12日，泉州市人民检察院发布消息，泉州市泉港区人民检察院经审查决定，已依法对8名相关责任人员提起公诉。

## 背景

### 污染物
裂解碳九的状态与气味与汽油相似，沸点略高于汽油，挥发性较大。裂解碳九的毒性相对不大，也没有已知致癌风险。由于裂解碳九密度较小，一旦出现泄露，很容易铺满水面，一方面给清理工作造成障碍，另一方面会锁住水面，导致水产品缺氧死亡，给养殖户造成重大损失。裂解碳九是一种良溶剂，会腐蚀渔民所用的浮子、泡沫和渔网。
中科院福建物构所研究员吴立新在接受媒体采访时，指重整碳九“有一定毒性，但也不是剧毒”。其不易挥发，因此不太会通过呼吸的方式使人中毒；而其毒性作用的主要方式是通过污染食物。他还称，重整碳九是石油经过催化重整以及裂解后，副产品中含有9个碳原子芳烃的馏分在酸性催化剂存在下缩合而得，所谓“重整碳九”指的不是某一种物质，而是三甲苯、异丙苯、正丙苯、乙基甲苯等多种。另外，重整碳九属易燃危险品，可对水、土壤、大气造成污染；对人则有麻醉和刺激作用，会刺激眼、鼻、喉、肺，导致头痛、头晕等中枢神经和上呼吸道刺激等的症状。而食用被重整碳九污染过的动物、植物、海产品等，除中毒外，还有致癌的风险。新华社9日以《三问泉港碳九泄漏事故》为题，用问答形式，介绍了泄漏之碳九危害、清理工作长期化与厂居混杂问题。
11月8日晚，即事件发生的4日后，在福建省生态环境厅的事件通报中，确认泄漏物为裂解碳九，而不是重整碳九。
裂解碳九中所含的四至六成芳香烃多在苯环外有额外的烯键，如苯乙烯及茚。苯乙烯具有挥发性。

### 事发地点
国家城市环境污染控制技术研究中心研究员彭应登指出，该港区石化船舶码头，与养殖区空间分布存在不合理；环境防护距离合规性存疑。泉港区住房和城乡建设局副局长张澄海解释，该区在2016年即申报了安全规划，预计2020年之前完成搬迁，包括本次事件的肖厝村也在计划范围内。在事故发生前的9月份，泉州当地开展了生产安全事故隐患检查工作。
据中国之声以及企业查询平台综合信息，本次事件主体的福建东港石油化工实业有限公司成立于2005年3月，注册8000万元人民币，由德和集团独资经营。该司拥有3万吨级（兼靠5万吨）泊位一座，2000吨级（兼靠3000吨）泊位两座，年设计吞吐量95万吨的液体化工品码头
。具有东港石油化工实业之100%股权的福建德和集团有限公司成立于2001年4月，注册资本16800万元人民币。

## 影响

### 健康安全
至2018年11月8日晚，泉港区政府新闻办通报，当地医院接诊疑似接触泄漏物患者计52名。专家认为泄漏将对周边海域影响至少1至2个月。在湄洲湾最大的养殖村肖厝村，事發第二日村民在政府工作人員指示下徒手清理污染物，岸边鱼排中的鱼类和鲍鱼出現大量死亡，从6日开始，村中鸡鸭也出现死亡现象。
多名当地渔民为抢救渔排而大量吸入有害气体，导致不适送院。不少漁民都出現胸悶等情況，有漁民掃描後發現肺部受感染。截至11月8日17时，当地医院接诊52名患者，其中10名留院观察。10人中最严重的一位因在事发水域溺水，出现吸入性肺炎，转入ICU治疗后情况好转，而后转出至普通病房继续治疗。當地有小學的出席紀錄顯示，至周三已有多名學生因身體不適而缺課，當中多人出現頭痛、頭暈、嘔吐等徵狀，其中兩名學生更要到醫院求診。
中国科普协会会员、科学松鼠会成员孙亚飞和国家城市环境污染控制技术研究中心研究员彭应登均认为，裂解碳九对人体的危害是比较有限的，不会特别严重。彭应登介绍称，裂解碳九对人体的伤害主要为两个方面，一个是在水体里面对人皮肤的影响；另一个是在海域水面的挥发物苯溴物被人体吸入以后造成的急性但短期的伤害，不会造成长期的累积性的损害。8日，《中国科学报》引述专家说法指，从供应角度分析，泄漏的化学品应当为裂解碳九。8日晚间，福建省生态环境厅通报中确认为裂解碳九。
距离事发地55公里的金門縣烏坵鄉暂未受到影响。

### 渔业生产
事發地肖厝是整个泉港区的养殖业中心，水产品除供应泉港本地，还销售到泉州和厦门。11月4日 ，泉港区农林水局下令暂停肖厝村水产的捕捞和销售；厦门市水产品批发市场管理处在 5 日，则下令禁止泉港区海域水产品入市交易。油污状泄漏物腐蚀了用于近海养殖隔离用材料（渔排泡沫）据估计，村中养殖户的损失一般在 10 万～30 万元左右。附近盐厂纳潮沟关闭。
11月9日，国家城市环境污染控制技术研究中心研究员彭应登认为，虽然大部分油污已经被清理，但是碳九泄漏对近海水体的影响至少会持续1到2个月。

## 争议
11月8日，泉港区环保局发布公告，表示11月5日凌晨3时以来，泉港城区空气自动监测站各项大气指标已恢复正常，并持续改善向好。但当地居民表示，在11月4日晚，他们看到泉港区环保局大楼外有高压水枪喷水，担心空气质量检测受影响。泉州是泉港区环境保护局其后解释称，空气监测点不止一处，此举是为了“降低扬尘”。當地環保局在事故翌日就宣布空氣監測各項指標回復正常，被網民批評為掩耳盜鈴，淡化事件。
8日下午，央视网发布微博《7吨碳九泄漏，40万泉港人在无声中消逝，真相到底如何？！》；晚间，央视网发表文章《泉港之殇，还有太多疑问待解》，对企业的日常安全规范、当地部门的救灾力度和汇报真实性提出问责。人民日报海外版侠客岛专栏、法制日报、澎湃新闻等均在9日出现对监管缺失、救灾信息不透明的批评。而泉州当地政府在無提供任何防護措施下，聘請本地人自行打撈及清理污染物。據報起初清理現場的消防人員也未佩戴防護裝備。
在泉州当地采访的《财新周刊》女记者周辰，在11日晚间，被四名疑似警务人员直接刷房卡进入其客房，当时在床上的女记者被带头的警员直接勒令出示身份证，而客房也被随行协警搜查，整个过程未出示过搜查证和其他证明文件。警務人員聲稱這是一起「精準抓嫖」的普遍性檢查，但是女記者詢問櫃檯後得知，警務人員是直接地前往她的房間，並且沒有其他房間出現被檢查的情形。11月20日，泉州市公安局通报，经泉州市公安局党委研究决定，责成泉港公安分局副局长、山腰派出所所长陈宾阳向市公安局党委作深刻检讨；责令泉港公安分局山腰派出所民警陈华山停职检查。

## 调查与审判
泉州市泉港区人民检察院经审查决定，依法对泉港碳九泄漏事故8名相关责任人员提起公诉：
以重大责任事故罪和谎报安全事故罪依法对东港石化公司法定代表人黄某仁、副总经理雷某华、常务副总经理陈某芳提起公诉。
以重大责任事故罪依法对东港石化公司员工徐某清、刘某山、陈某山以及“天桐1号”化工船作业人员叶某彪、林某定提起公诉。
2019年10月11日，福建省泉州市泉港区人民法院对涉案的8名责任人进行一审公开宣判。被告人黄天仁、雷毕华、陈荣芳犯重大责任事故罪、谎报安全事故罪，被告人陈小山、刘晓山、林贵定、叶良彪、徐桂清犯重大责任事故罪，上述8人分别被依法判处1年6个月至4年6个月不等的有期徒刑，并禁止被告人黄天仁自判决确定的刑罚执行完毕之日或者假释之日起4年内从事与安全生产相关的职业，禁止被告人雷毕华自判决确定的刑罚执行完毕之日或者假释之日起3年内从事与安全生产相关的职业。宣判后，部分被告人表示将提起上诉。